# 11306 Åkesson
11306 Åkesson è un asteroide della fascia principale. Scoperto nel 1993, presenta un'orbita caratterizzata da un semiasse maggiore pari a 3,0701368 UA e da un'eccentricità di 0,1344382, inclinata di 5,84159° rispetto all'eclittica.